# Motorola ROKR E8
Motorola ROKR E8 — мобильный телефон фирмы Motorola 2008 года выпуска.

## Технические характеристики

### Общие характеристики
Толщина = 10,6 мм 

Высота = 100 мм 

Ширина = 53 мм 

Дисплей = 2.0" QVGA, 240x320, 260 тыс. цветов, TFT ; 240x320 ; альбомной ориентации

### Камера
Камера = 2-млн. пикс. 

Цифровое увеличение = 8х

### Аккумулятор
Аккумулятор = 970 мА/ч 

Время работы в режиме ожидания = до 300 ч. 

Время работы в режиме разговора = до 5,8 ч.

### Подключение
Bluetooth = 2.0 

USB = 2.0 

Разъём TRS= 3,5 мм Mini-jack
Доступ в интернет = WAP 2.0, GPRS, EDGE, HTML

### Музыка и видео
Музыкальный плеер = Windows™ версии 11 

Радио = FM-радио 

Видеоплеер = MPEG4, H.263, H264, WMV. Видео не поддерживается в Java-приложениях 

Воспроизводимые форматы = eAAC+, MP3, WAV, AAC, WMA, AAC+, MIDI, Real Audio, AMR NB 

Распознавание мелодий с помощью FM-радио и технологии SONGID = есть

### Технологии
Память = 2ГБ внутренней памяти 

Дополнительная память = до 4 ГБ с картой microSD и до 32 ГБ microSDHC на модифицированной прошивке

## Особенности

### Omega Wheel
Навигационное колесо (Omega Wheel) — сенсорный полукруг используемый для навигации в меню, регулировки громкости или прокрутки музыкального трека в режиме плеера либо пролистывания станций в радио.

### Клавиатура
ModeShift — новая технология при которой сенсорная клавиатура сама включает нужную подсветку и трафарет. Например, при наборе сообщений появляется цифровая клавиатура, при прослушивании музыки — кнопки управления плеером, в режиме камеры, соответственно, — клавиши её настройки.

## Похожие модели
Motorola ROKR EM30